# Michaël K. Löwegren

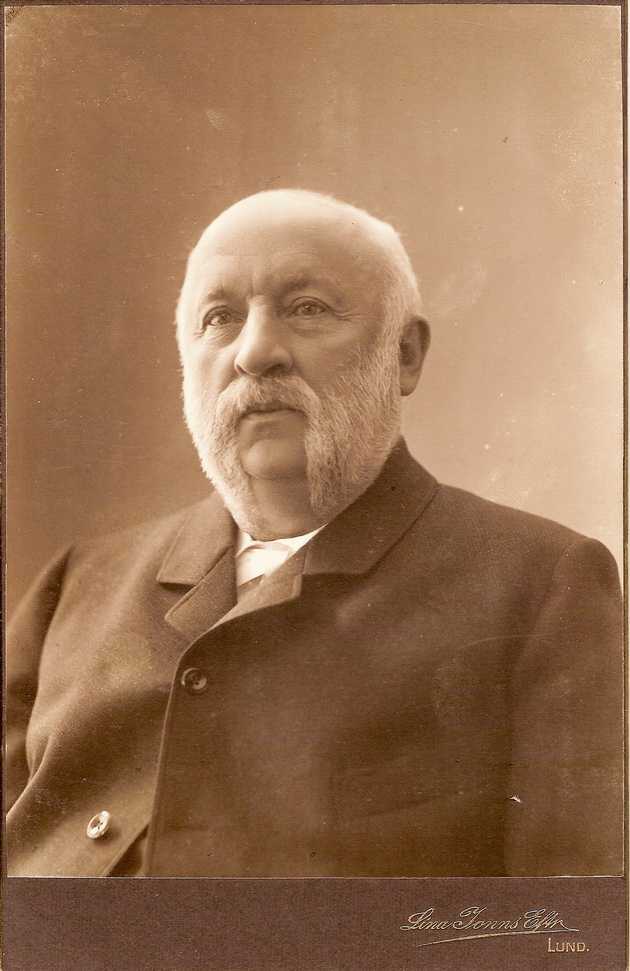
Michaël Kolmodin Löwegren.

Michaël Kolmodin Löwegren, född den 5 februari 1836 i Lund, död där den 1 maj 1923, var en svensk ögonläkare, bror till Georg Löwegren och farfars halvbror till Gunnar Löwegren.
Löwegren blev student vid Lunds universitet 1856, medicine kandidat 1861 och licentiat 1864 samt promoverades till medicine doktor vid Lunds universitets jubelfest 1868. Han förordnades 1867 till docent i kirurgi och oftalmologi vid nämnda universitet, blev samma år adjunkt i kirurgi och obstetrik samt var 1883–1904 extra ordinarie professor i oftalmiatrik. Han utgav bland annat Om myopi (i Lunds universitets årsskrift 1867), Om refractionstillstånden hos ögat och bestämmandet af glasögon (1870; 2:a översedda och delvis omarbetade upplagan 1881), Om ögonsjukdomarne och deras behandling (1891; 2:a upplagan 1900) samt översatte De Hippokratiska skrifterna  (två band,  1909–1910),  för vilket arbete han av Vetenskapsakademien erhöll Letterstedtska översättningspriset. Han blev filosofie hedersdoktor i Lund 1918. Löwegren är begravd på Norra kyrkogården i Lund.
Löwegren hade ett stort botaniskt intresse och han anlade en trädgård bakom sin bostad på Sankt Petri kyrkogata. Denna trädgård finns fortfarande tillgänglig (2022) .
Löwegren gifte sig 1864 i Lund första gången med Maria Laurentia Hawerman (1835-1886) och 1887 i Sankt Petri församling i Malmö med Elin Nadeschda Pettersson (1855-1915).

## Priser och utmärkelser
- 1910 – Letterstedtska priset för översättningen av De hippokratiska skrifterna (första delen)